# BLS Re 4/4
Les Re 4/4 constituent une série de locomotives électriques du BLS, entreprise ferroviaire suisse. La dénomination UIC, en vigueur depuis 1992, est Re 425. De 1964 et 1983, 35 exemplaires, construits par les usines SLM de Winterthur et BBC de Baden, seront livrés.

## Liste des locomotives
| no  | Livraison | Baptême       | Emblème | Remarque(s)                                                                                 | Photo                    |
| --- | --------- | ------------- | ------- | ------------------------------------------------------------------------------------------- | ------------------------ |
| 161 | 1964      | Domodossola   |         | Radiée en février 2011 et démolie mi-juillet de la même année ; originellement Ae 4/4II 261 |                          |
| 162 | 1964      | Court         |         | Originellement Ae 4/4II 262                                                                 |                          |
| 163 | 1967      | Grenchen      |         | Originellement Ae 4/4II 263                                                                 |                          |
| 164 | 1967      | Lengnau       |         | Hors service. Originellement Ae 4/4II 264                                                   |                          |
| 165 | 1967      | Moutier       |         | Locomotive historique. Originellement Ae 4/4II 265                                          |                          |
| 166 | 1970      | Aeschi        |         |                                                                                             |                          |
| 167 | 1970      | Ausserberg    |         |                                                                                             |                          |
| 168 | 1970      | Baltschieder  |         |                                                                                             |                          |
| 169 | 1970      | Bönigen       |         |                                                                                             |                          |
| 170 | 1970      | Brig-Glis     |         |                                                                                             |                          |
| 171 | 1970      | Därligen      |         |                                                                                             |                          |
| 172 | 1970      | Eggerberg     |         |                                                                                             |                          |
| 173 | 1970      | Lötschental   |         |                                                                                             |                          |
| 174 | 1972      | Frutigen      |         |                                                                                             |                          |
| 175 | 1972      | Gampel        |         |                                                                                             |                          |
| 176 | 1972      | Hohtenn       |         |                                                                                             |                          |
| 177 | 1972      | Zweisimmen    |         | Livrée au SEZ                                                                               |                          |
| 178 | 1972      | Schwarzenburg |         | Livrée au GBS                                                                               |                          |
| 179 | 1972      | Bern          |         | Livrée au BN                                                                                | Locomotive Re 4/4 du BLS |
| 180 | 1972      | Neuchâtel     |         | Livrée au BN                                                                                |                          |
| 181 | 1974      | Interlaken    |         |                                                                                             |                          |
| 182 | 1974      | Kandergrund   |         |                                                                                             |                          |
| 183 | 1974      | Kandersteg    |         |                                                                                             |                          |
| 184 | 1974      | Krattigen     |         |                                                                                             |                          |
| 185 | 1974      | Lalden        |         |                                                                                             |                          |
| 186 | 1974      | Leissigen     |         |                                                                                             |                          |
| 187 | 1974      | Mund          |         | Radiée après une collision en gare de triage de Bienne le 4 août 2007                       |                          |
| 188 | 1974      | Naters        |         |                                                                                             |                          |
| 189 | 1974      | Niedergesteln |         |                                                                                             |                          |
| 190 | 1982      | Raron         |         | Équipée d'un pantographe unijambiste                                                        |                          |
| 191 | 1982      | Reichenbach   |         | Équipée d'un pantographe unijambiste                                                        |                          |
| 192 | 1982      | Spiez         |         | Équipée d'un pantographe unijambiste                                                        |                          |
| 193 | 1982      | Steg          |         | Équipée d'un pantographe unijambiste                                                        |                          |
| 194 | 1982      | Thun          |         | Équipée d'un pantographe unijambiste                                                        |                          |
| 195 | 1982      | Unterseen     |         | Équipée d'un pantographe unijambiste                                                        |                          |

## Modélisme ferroviaire
Plusieurs fabricants de modèles réduits ferroviaires ont réalisé la Re 4/4 BLS à diverses échelles :
| Échelle 1 (1/32) - Fulgurex | Échelle O (1/43) - Hermann | Échelle HO (1/87) - HAG - Lima - Rivarossi - Roco | Échelle N (1/160) - Arnold |